# Brahmâ
Brahmâ (da raiz verbal do sânscrito: brih, expandir, crescer, frutificar) designa no hinduismo e na Teosofia o poder criador em seu aspecto masculino-feminino (ou apenas masculino), em oposição a Brahman que representa o aspecto neutro. Blavatsky usou em suas obras a expressão Brahmâ para diferenciar do deus exotérico hindu Brahma.